# Gleiswaage

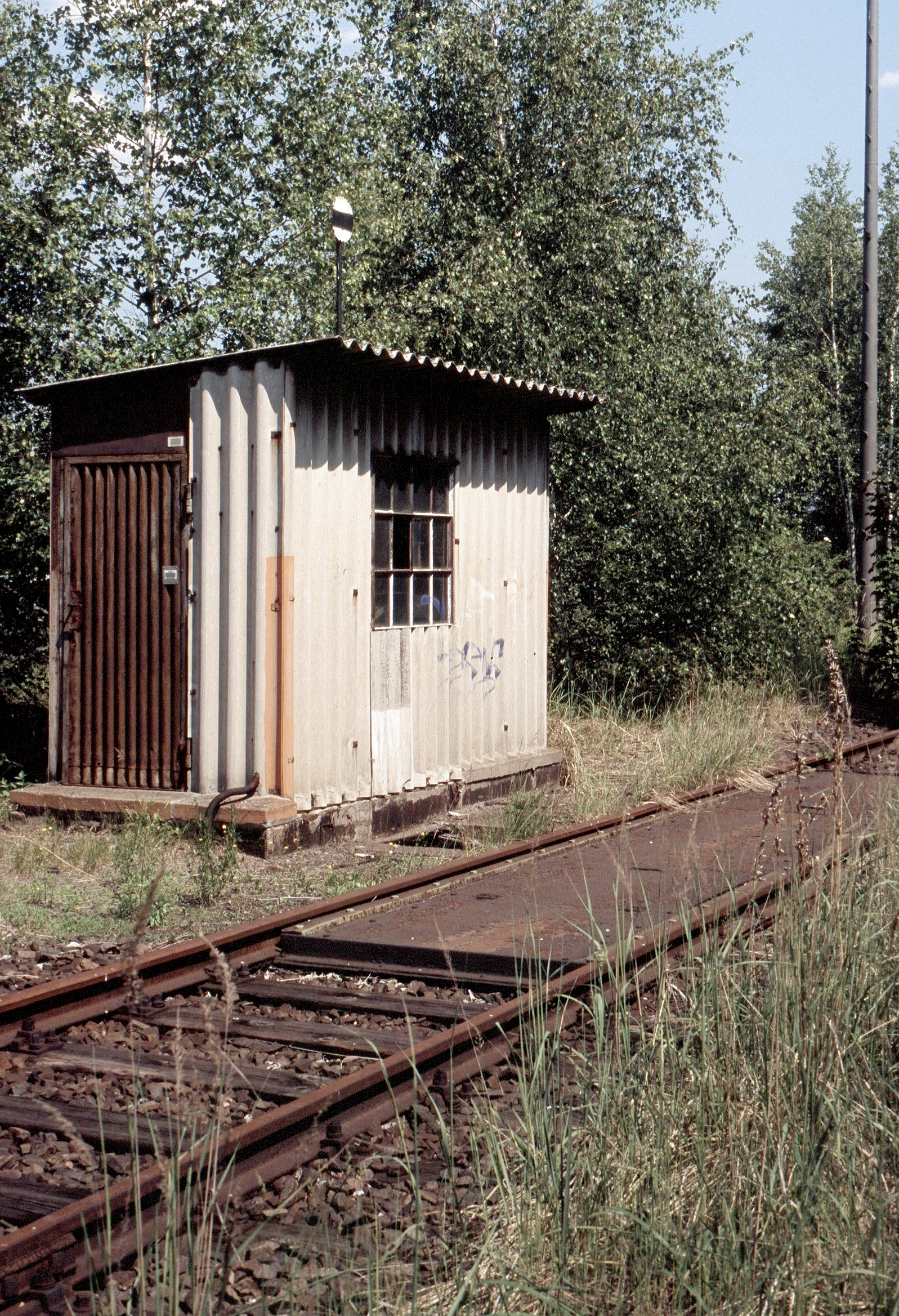
Gleisbrückenwaage ohne Gleisunterbrechung im Güterbahnhof Berlin-Tempelhof, 2006

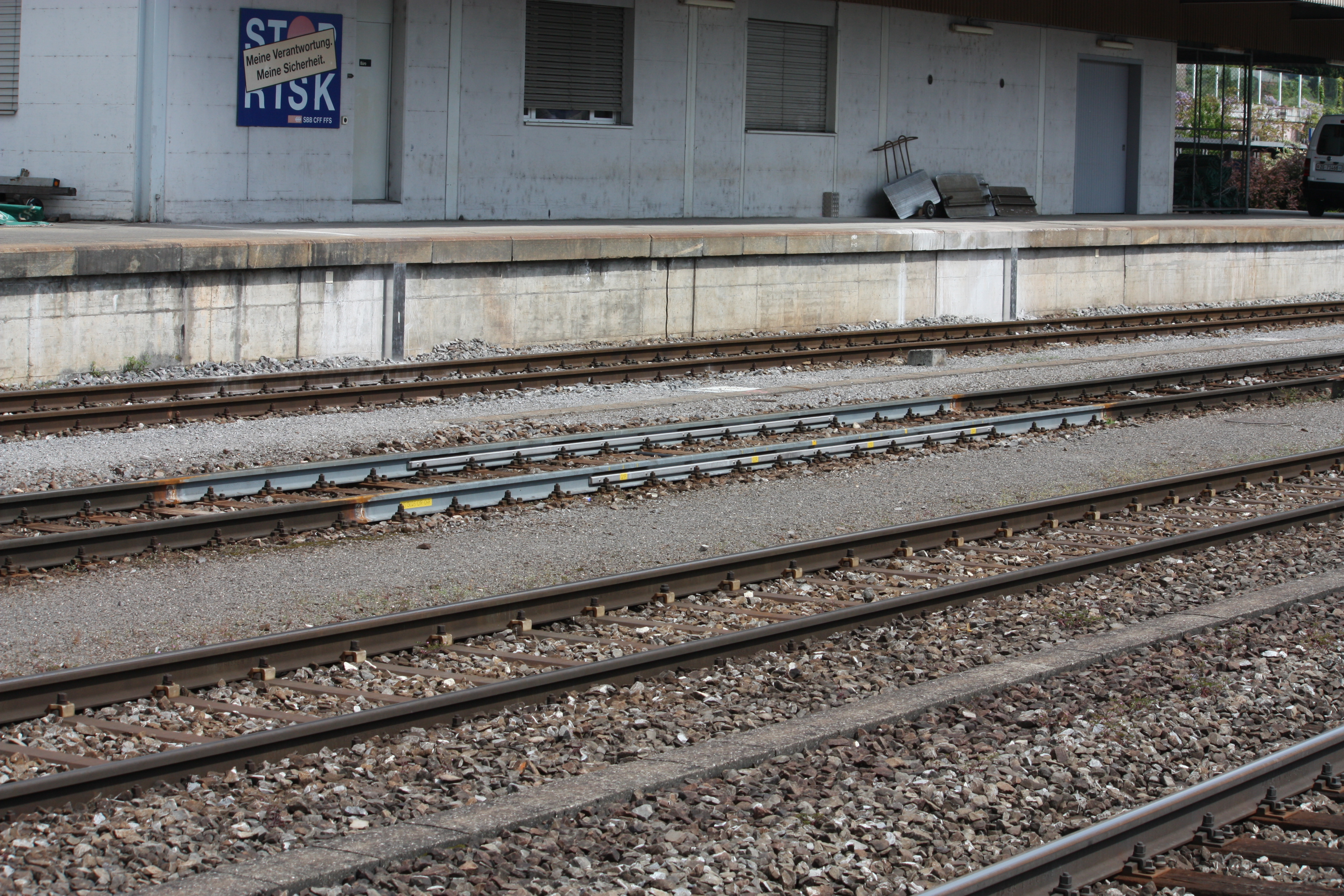
Dynamische Gleiswaage im Bahnhof Rotkreuz

Eine Gleiswaage ist eine Bahnanlage zum Wiegen (Wägen) von Eisenbahnfahrzeugen. Man unterscheidet statische und dynamische Gleiswaagen:

## Statische Gleiswaage, auchGleisbrückenwaagegenannt
Gleisbrückenwaagen dienen dem Verwiegen von einzelnen Fahrzeugen. Sie sind in der Regel der Nähe der Ladegleise, in der Regel in einem besonderen Wiegegleis, fest eingebaut. Es gibt Ausführungen mit und ohne Gleisunterbrechung. Bei einer Gleisbrückenwaage mit Gleisunterbrechung liegen die Fahrschienen im Bereich der Waage auf der Wägebrücke, sie sind an den Enden getrennt und die Waage ist ständig in Wägestellung. Bei Gleisbrückenwaagen ohne Gleisunterbrechung verlaufen die Fahrschienen durchgehend über den Rand der Waagengrube. Die Wägebrücke liegt zwischen den Schienenköpfen, sie ist in Grundstellung entlastet und profilfrei abgesenkt. Zum Wiegen wird sie, nachdem das zu verwiegende Fahrzeug auf den Bereich der Gleiswaage gefahren wurde, elektrisch, früher auch von Hand mithilfe einer Winde, angehoben. Das zu verwiegende Fahrzeug steht dann auf den Spurkranzkuppen, ohne die Schienenköpfe zu berühren. Währenddessen darf die Gleiswaage nicht befahren werden, was durch ein Schutzsignal bzw. Gleissperrsignal mit der Bedeutung „Halt! Fahrverbot“ angezeigt wird.

## Dynamische Gleiswaage
In das Gleis werden elektronische Sensoren eingebaut. Man unterscheidet Systeme mit Dehnungsmessstreifen (DMS) in der Schiene und sogenannten Wiegeschwellen. Der DMS misst die Durchbiegung der Schiene durch das Fahrzeug; somit kann aus dem spezifischen Durchbiegungsverhalten der Schiene das Gewicht des einzelnen Radsatzes bzw. Drehgestells errechnet werden. Bei Wiegeschwellen befinden sich Sensoren in der Schwelle, die das Gewicht des Radsatzes bzw. Drehgestells ermitteln. Das Wiegen kann, ohne den einzelnen Wagen anzuhalten, mit einer Geschwindigkeit von ca. 10 km/h erfolgen.
Dynamische Gleiswaagen können auch in durchgehende Hauptgleise eingebaut werden, hier dienen sie hauptsächlich der Diagnose von Unwuchten an Radsätzen. In einigen Ländern, beispielsweise in Russland und den USA, werden Gleiswaagen auch in den Berggleisen von Ablaufbergen eingebaut. Die beim Überlaufen ermittelten Wagenmassen gehen in die Steuerung der Gleisbremsen ein.